# Anton Perwein
Anton Perwein   (Viena, 10 de novembre de 1911 - 14 de desembre de 1981) fou un jugador d'handbol austríac que va competir durant la dècada de 1930.
El 1936 va prendre part en els Jocs Olímpics de Berlín, on guanyà la medalla de plata en la competició d'handbol. El febrer de 1938 fou membre de l'equip austríac que guanyà la medalla de plata en el primer campionat del món d'handbol.